# Euskaltel
Euskaltel és una companyia de telecomunicacions. Fou creada el 1997 amb seu a la localitat biscaïna de Derio, gràcies a una iniciativa conjunta del Govern Basc i diverses caixes d'estalvis basques. El seu president és García Erauzkin.
Euskaltel disposa d'una xarxa pròpia de fibra òptica i ofereix diversos serveis de telefonia fixa i mòbil, Internet i televisió de pagament al País Basc. A Espanya, Euskaltel té previst oferir serveis de telefonia mòbil virtual sota la marca Viva Mobile.
Al seu torn, la companyia patrocinà fins al 2013 un equip professional de ciclisme anomenat Euskaltel-Euskadi. L'empresa va sortir a borsa durant el 2015, amb una polèmica on l'equip directiu de l'empresa es va repartir una prima de 46 milions en el marc de la sortida a borsa, i en 2021 fou objecte d'una Oferta Pública d'Adquisició per part de MÁSmóvil, que manté les marques i ofertes diferenciades de cada una de les empreses.